# Metalopha tridens
Metalopha tridens là một loài bướm đêm trong họ Noctuidae.